# Emanuele Pirro
Pour les articles homonymes, voir Pirro.
Emanuele Pirro est un pilote automobile italien né le 12 janvier 1962 à Rome en Italie. Auteur d'une modeste carrière en Formule 1, il s'est par la suite reconverti avec succès dans les épreuves de Tourisme et d'Endurance puisqu'il a notamment remporté les 24 Heures du Mans à cinq reprises.

## Biographie

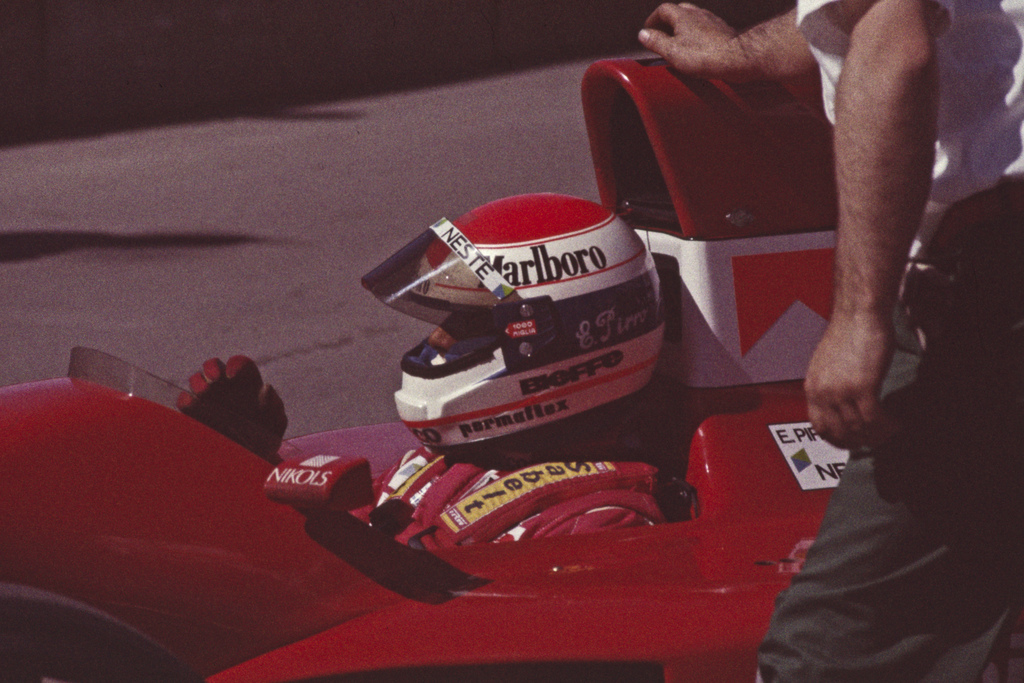
Emanuele Pirro sur la Dallara de la Scuderia Italia lors du GP des États-Unis 1991.

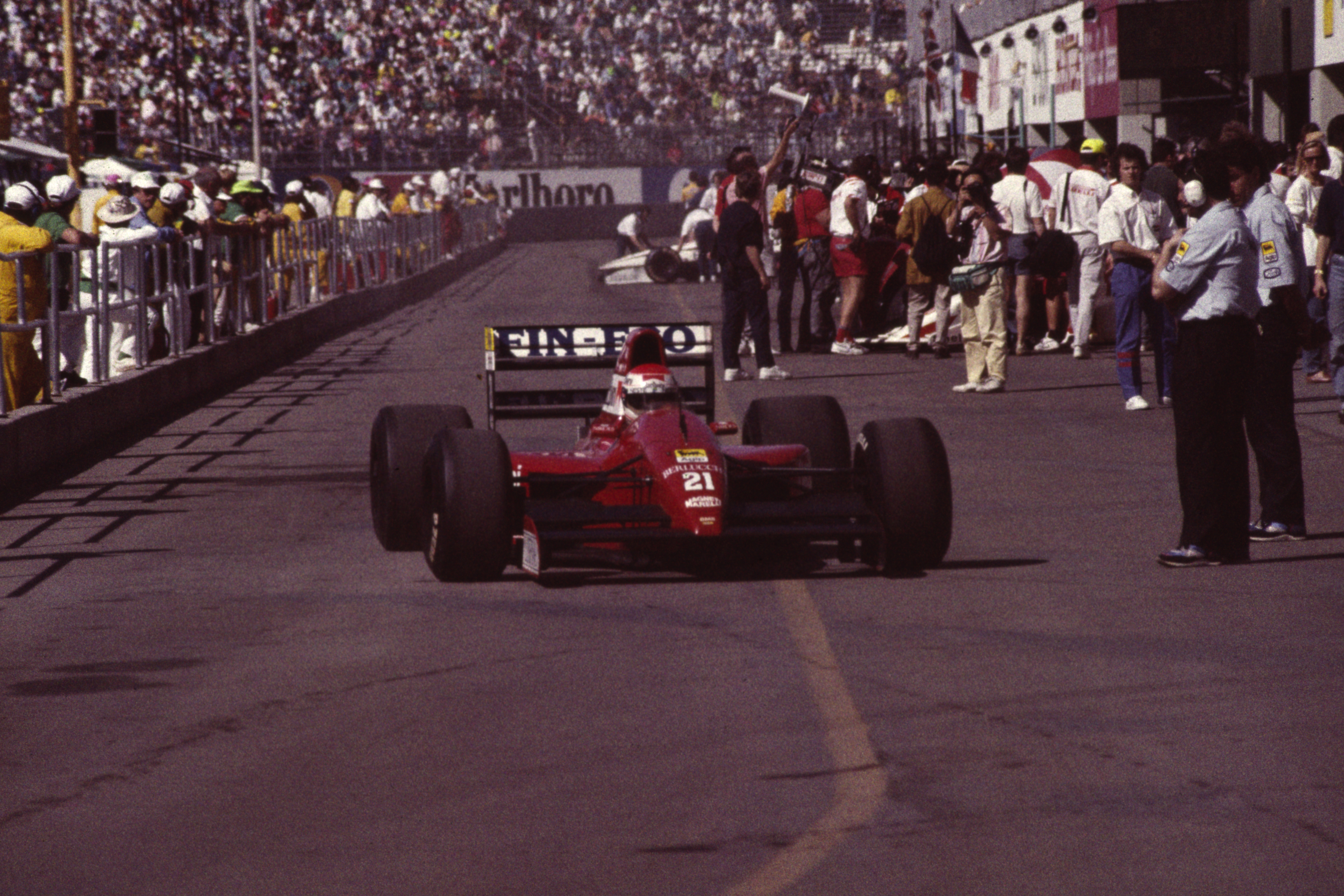
Emanuele Pirro sur la Dallara de la Scuderia Italia lors du GP des États-Unis 1991.

Champion d'Italie de karting en 1979, Emanuele Pirro accède au sport automobile en 1980, année durant laquelle il remporte le championnat d'Italie de Formule Abarth. En récompense, il fait sa première apparition aux 24 Heures du Mans en 1981, au sein de l'équipe officielle Scuderia Lancia. Plutôt que de poursuivre en Endurance, Pirro préfère s'orienter vers la monoplace.
Après trois saisons en championnat d'Europe de Formule 3, il accède à la Formule 2 en 1984, une discipline qui devient Formule 3000 à partir de 1985. Troisième du championnat deux saisons consécutives, il effectue ses premiers tours de roue en Formule 1 à l'occasion de séances d'essais pour le compte des écuries Brabham-BMW et Benetton-BMW. En 1987, il fait une première incursion en Supertourisme avant de revenir à la monoplace en 1988, en Formula Nippon, en tant que pilote essayeur pour le compte de McLaren-Honda.
Toujours pilote essayeur pour McLaren en 1989, il est titularisé chez Benetton-Ford à partir du Grand Prix de France en remplacement de Johnny Herbert, encore diminué par son accident en F3000 en 1988. Emanuele ne marque pas plus de points, avec quelques qualifications en fond de grille, mais aussi quelques performances écourtées par des accidents comme en Allemagne, en Espagne ou au Japon, alors qu'il pouvait viser les points. Il finit par y parvenir sous la pluie en Australie, en décrochant la cinquième place. L'arrivée en fin d'année du triple champion du monde brésilien Nelson Piquet le contraint à chercher un nouveau volant pour l'année suivante. En 1990, il trouve refuge chez Scuderia Italia, qui engage des Dallara : saison vierge pour l'Italien avec une dixième place en Hongrie comme meilleur résultat. Il aura par ailleurs manqué les deux premières courses de la saison à cause d'une hépatite. 1991 n'est pas meilleure puisqu'il ne marque qu'un point, à Monaco alors que son équipier Jyrki Järvilehto est monté sur le podium à Imola. Il termine plus de courses que la saison précédente, sans résultat notable. Après deux saisons dans l'anonymat du peloton, il se retrouve sans volant.
Il décide alors de quitter la monoplace pour se tourner à nouveau vers le Supertourisme. Devenu l'un des spécialistes européens de la discipline, que ce soit dans le championnat d'Allemagne ou d'Italie, il intègre le giron Audi à partir de 1994. C'est donc logiquement que la firme aux anneaux décide de faire appel à lui lorsqu'elle décide de se lancer à la conquête des 24 heures du Mans. Troisième en 1999 au volant d'Audi R8R (version ouverte), il s'impose en 2000, en 2001 et en 2002 sur l'Audi R8, à chaque fois en compagnie de Frank Biela et de Tom Kristensen, puis en 2006 et 2007 sur l'Audi R10 diesel (avec Frank Biela et Marco Werner). Il effectue également un bref retour au tourisme en disputant en 2004 le championnat DTM sur une Audi. À l'issue de la saison 2008, il quitte l'écurie Audi, tout en conservant un rôle d'ambassadeur pour le constructeur.
En 2010, il fait son retour en endurance en disputant les 12 Heures de Sebring, qu'il termine à la douzième place après s'être fait remarquer par son excellent début de course sur la Lola du Drayson Racing. Les 24 Heures du Mans et Petit Le Mans sont également à son programme.

## Palmarès

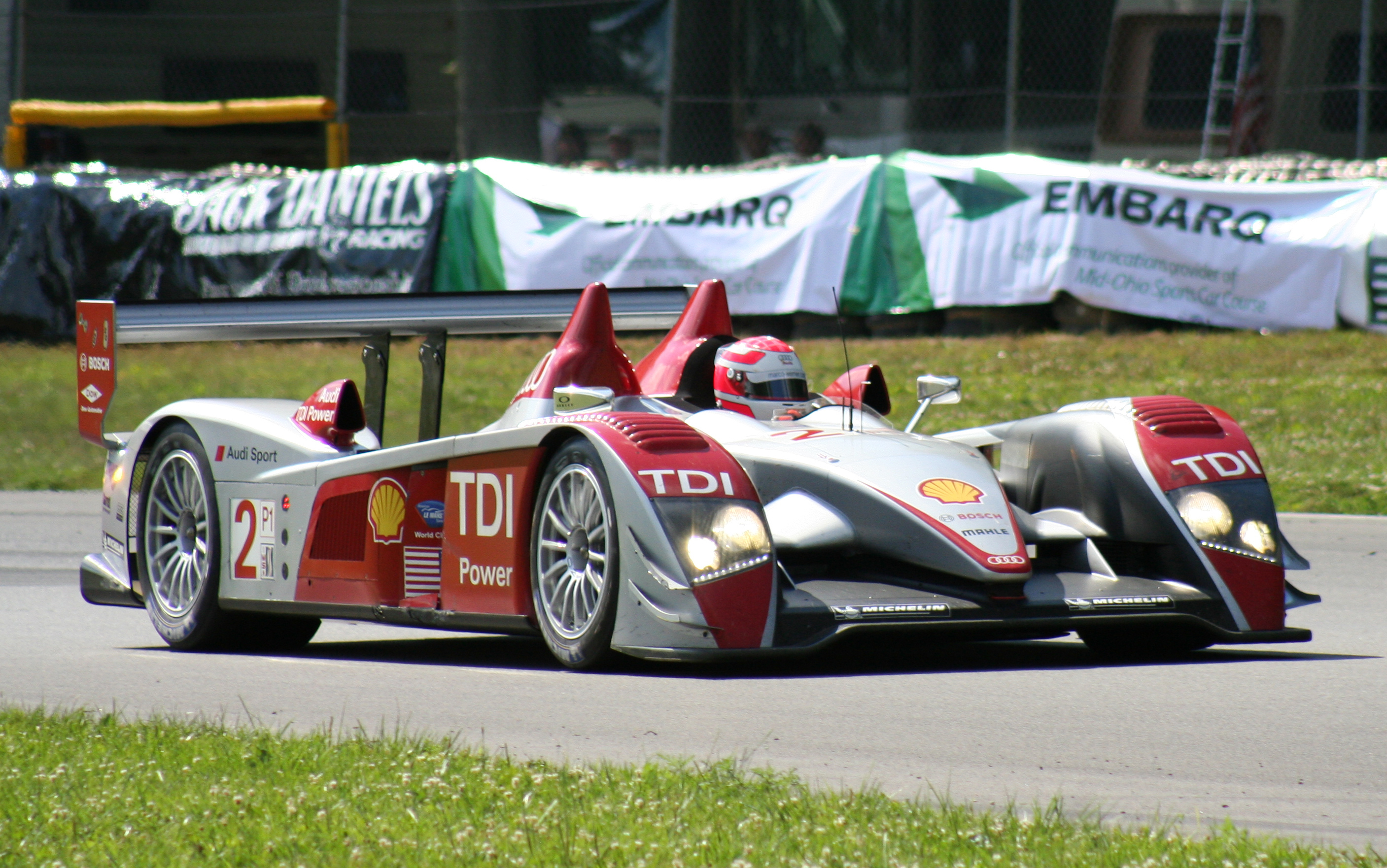
Emanuele Pirro au volant d'une Audi R10 TDI, en 2007.

- Vainqueur du Grand Prix du Nürburgring en 1986 (GT)
- Vainqueur des 24 Heures de Spa en 1986 (GT)
- Vainqueur des 4 Heures de Jarama en 1986 et 1997 (GT)
- Vainqueur de la Guia Race of Macau (en) en 1991 et 1992 (GT)
- Champion d'Italie de Supertourisme en 1994 et 1995 avec Audi
- Vainqueur des 24 Heures du Mans en 2000, 2001, 2002, 2006 et 2007
- Vainqueur des 12 Heures de Sebring en 2000 et 2007
- Vainqueur du Petit Le Mans en 2001, 2005 et 2008
- Vainqueur de l'American Le Mans Series en 2001 et 2005
  - (soit une douzaine de victoires américaines, aux 2 H 45 du Texas (2000), de Las Vegas (2000), de Mosport (2001), de Lagune Seca (2001 et 2002), de Mid-Ohio (2002), de Miami (2002), de Sonoma (2005), de Portland (2005), de "Road America" (2005 et 2006) et de Salt Lake City (2006))

## Résultats en championnat du monde de Formule 1
| Saison | Écurie               | Châssis     | Moteur            | Pneus    | GP disputés | Points inscrits | Classement |
| ------ | -------------------- | ----------- | ----------------- | -------- | ----------- | --------------- | ---------- |
| 1989   | Benetton Formula Ltd | B188 B189   | Ford-Cosworth V8  | Goodyear | 10          | 2               | 23e        |
| 1990   | BMS Scuderia Italia  | Dallara 190 | Ford-Cosworth V10 | Goodyear | 14          | 0               | Nc.        |
| 1991   | BMS Scuderia Italia  | Dallara 191 | Judd V8           | Goodyear | 13          | 1               | 18e        |

## Résultats aux 24 Heures du Mans

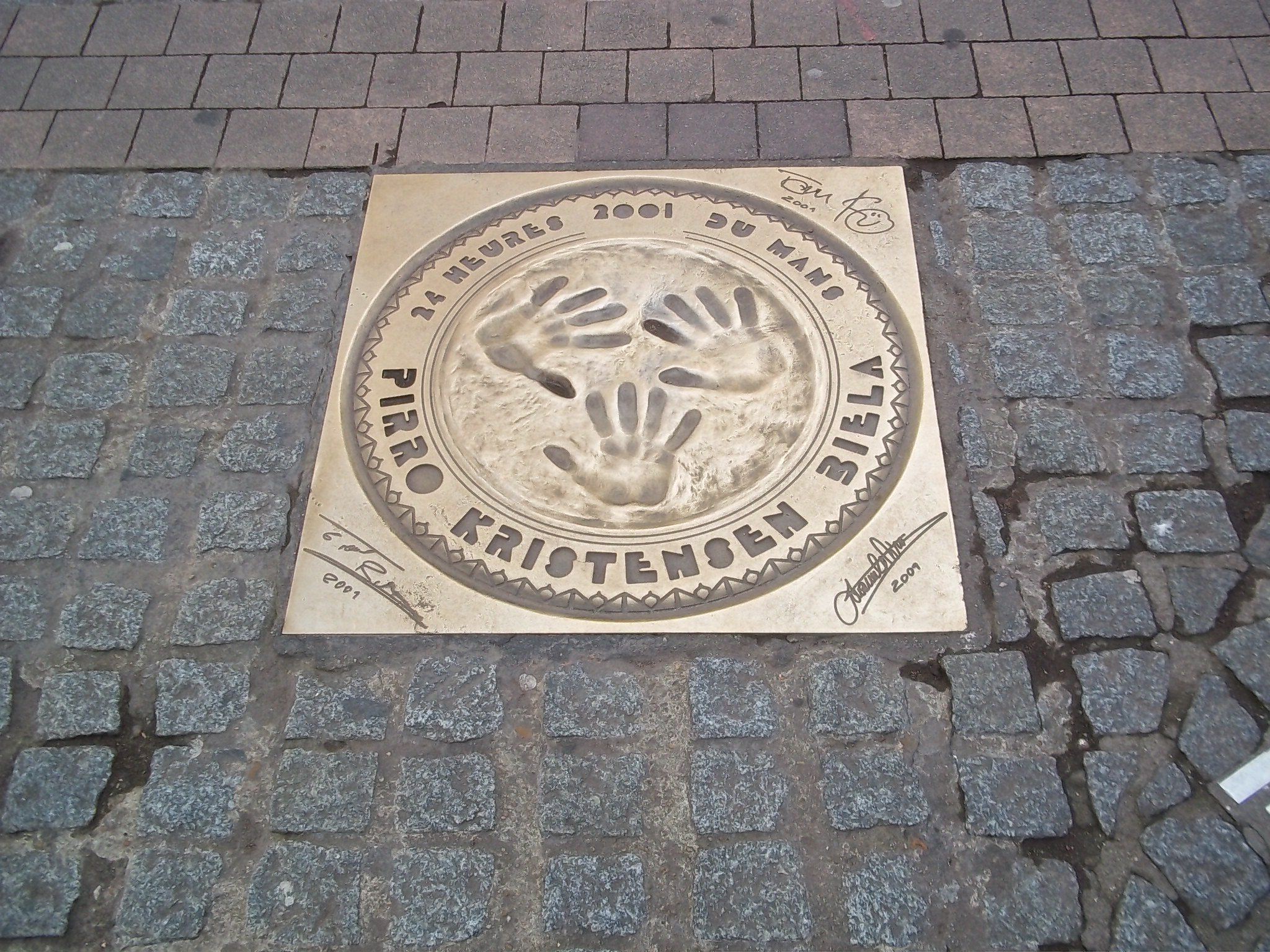
Plaque des empreintes des vainqueurs des 24 Heures 2001 (Walk of Fame), Le Mans.

| Année | Équipe                   | Voiture                 | Équipiers                         | Résultat   |
| ----- | ------------------------ | ----------------------- | --------------------------------- | ---------- |
| 1981  | Martini Racing           | Lancia Beta Monte-Carlo | Beppe Gabbiani                    | Abandon    |
| 1998  | Gulf Team Davidoff       | McLaren F1 GTR          | Thomas Bscher Rinaldo Capello     | Abandon    |
| 1999  | Audi Sport Team Joest    | Audi R8                 | Frank Biela Didier Theys          | 3e         |
| 2000  | Audi Sport Team Joest    | Audi R8                 | Frank Biela Tom Kristensen        | Vainqueur  |
| 2001  | Audi Sport Team Joest    | Audi R8                 | Frank Biela Tom Kristensen        | Vainqueur  |
| 2002  | Audi Sport Team Joest    | Audi R8                 | Frank Biela Tom Kristensen        | Vainqueur  |
| 2003  | Champion Racing          | Audi R8                 | Stefan Johansson Jyrki Järvilehto | 3e         |
| 2004  | ADT Champion Racing      | Audi R8                 | Jyrki Järvilehto Marco Werner     | 3e         |
| 2005  | ADT Champion Racing      | Audi R8                 | Frank Biela Allan McNish          | 3e         |
| 2006  | Audi Sport Team Joest    | Audi R10 TDI            | Frank Biela Marco Werner          | Vainqueur  |
| 2007  | Audi Sport North America | Audi R10 TDI            | Frank Biela Marco Werner          | Vainqueur  |
| 2008  | Audi Sport North America | Audi R10 TDI            | Frank Biela Marco Werner          | 6e         |
| 2010  | Drayson Racing           | Lola B10/60             | Paul Drayson Jonny Cocker         | Non classé |